# Liste der Europameister im Sommerbiathlon
Die Liste der Europameister im Sommerbiathlon führt alle Medaillengewinner der Europameisterschaften im Sommerbiathlon seit der ersten Austragung des Wettbewerbs im Jahr 2004 auf. Zunächst wurden neben einem Wettbewerb in der Mixed-Staffel Wettkämpfe im Sprint und der Verfolgung durchgeführt. Schon 2005 wurde die Verfolgung zugunsten des Massenstarts aus dem Programm genommen, um 2010 wieder den Massenstart zu ersetzen. Auch der Massenstart basierte wie die Verfolgung auf dem Sprint, da sich dort die besten 30 Starter für den Folgewettkampf qualifizieren.
Bislang ist Russland mit Abstand erfolgreichste Nation. Im Mixed gewannen die Russen bis auf einen alle Wettkämpfe. Ebenso mussten sich die russischen Männer bei 18 Einzelrennen erst dreimal Athleten aus anderen Nationen geschlagen geben. Bei den Frauen konnten die Russinnen bislang 12 der 18 Titel gewinnen. Von 45 möglichen Titeln gewannen russische Athleten 35. Vier Titel konnten von Ukrainern errungen werden, jeweils zwei von Tschechen und Slowaken und jeweils ein Titel von einem Usbeken und einer Belarussin. 79 von 135 Medaillen und damit 79 von 117 möglichen Medaillen gewannen russische Athleten. Das entspricht etwa zwei Dritteln der Medaillen. Dahinter folgt mit weitem Abstand Tschechien, dessen Athletin 15 Medaillen gewannen vor der Ukraine mit 13 und der Slowakei mit neun gewonnenen Medaillen. Deutschland ist mit 13 Medaillengewinnen und dem Titelgewinn von Judith Wagner auf dem fünften Rang.

## Männer

### Sprint
| Europameisterschaft | Europameisterschaft  | Gold                    | Silber                  | Bronze                  |
| ------------------- | -------------------- | ----------------------- | ----------------------- | ----------------------- |
| 2004                | Clausthal-Zellerfeld | Alexei Tscheparjow      | Alexei Mironow          | Kristian Mehringer      |
| 2005                | Bystrice             | Timur Nurmejew          | Dmitri Nikiforow        | Iwan Bogdanow           |
| 2006                | Cēsis                | Alexei Kowjasin         | Anatoli Karpow          | Witali Kabardin         |
| 2007                | Tyssowez             | Iwan Bogdanow           | Alexei Katrenko         | Oleh Bereschnyj         |
| 2008                | Bansko               | Alexei Katrenko         | Alexander Katschanowski | Jaroslav Soukup         |
| 2009                | Nové Město           | Alexander Katschanowski | Alexei Katrenko         | Ruslan Nasirov          |
| 2010                | Osrblie              | Matej Kazár             | Maxim Adijew            | Iwan Pantschenko        |
| 2011                | Martell              | Sergei Balandin         | Alexander Katschanowski | Sergei Schernow         |
| 2012                | Osrblie              | Rinat Gilasow           | Rustem Dawletschin      | Witali Kabardin         |
| 2013                | Haanja               | Sergei Balandin         | Ruslan Nasirov          | Alexander Katschanowski |

### Verfolgung
| Europameisterschaft | Europameisterschaft  | Gold            | Silber                  | Bronze             |
| ------------------- | -------------------- | --------------- | ----------------------- | ------------------ |
| 2004                | Clausthal-Zellerfeld | Alexei Mironow  | Alexei Tscheparjow      | Kristian Mehringer |
| 2010                | Osrblie              | Matej Kazár     | Alexei Katrenko         | Maxim Adijew       |
| 2011                | Martell              | Sergei Balandin | Alexander Katschanowski | Andrij Wosnjak     |
| 2012                | Osrblie              | Rinat Gilasow   | Ruslan Nasirov          | Matej Kazár        |
| 2013                | Haanja               | Sergei Balandin | Indrek Tobreluts        | Ruslan Nasirov     |

### Massenstart
| Europameisterschaft | Europameisterschaft | Gold                    | Silber                  | Bronze         |
| ------------------- | ------------------- | ----------------------- | ----------------------- | -------------- |
| 2005                | Bystrice            | Dmitri Nikiforow        | Michal Šlesingr         | Timur Nurmejew |
| 2006                | Cēsis               | Alexei Kowjasin         | Roman Fedorischtschew   | Edgars Piksons |
| 2007                | Tyssowez            | Alexei Kowjasin         | Oleksandr Bilanenko     | Iwan Bogdanow  |
| 2008                | Bansko              | Alexander Katschanowski | Wadim Ulischow          | Luboš Schorný  |
| 2009                | Nové Město          | Ruslan Nasirov          | Alexander Katschanowski | Ondřej Moravec |

## Frauen

### Sprint
| Europameisterschaft | Europameisterschaft  | Gold                  | Silber                | Bronze               |
| ------------------- | -------------------- | --------------------- | --------------------- | -------------------- |
| 2004                | Clausthal-Zellerfeld | Ljubow Jermolajewa    | Oksana Neupokojewa    | Monika Liedtke       |
| 2005                | Bystrice             | Olga Pachomowa        | Anna Sotnikowa        | Marika Jänkä         |
| 2006                | Cēsis                | Nadeschda Starik      | Pavla Matyášová       | Jewgenija Michailowa |
| 2007                | Tyssowez             | Natalja Solowjowa     | Switlana Krikontschuk | Olga Burowa          |
| 2008                | Bansko               | Jekaterina Sidorenko  | Nadeschda Starik      | Pavla Matyášová      |
| 2009                | Nové Město           | Ljubow Jermolajewa    | Zdeňka Vejnarová      | Gerda Krūmiņa        |
| 2010                | Osrblie              | Irina Leuchina        | Jana Gereková         | Olga Prokopjewa      |
| 2011                | Martell              | Pavla Schorná         | Olga Prokopjewa       | Natalja Solowjowa    |
| 2012                | Osrblie              | Switlana Krikontschuk | Anastasiya Kuzmina    | Judith Wagner        |
| 2013                | Haanja               | Judith Wagner         | Pavla Schorná         | Irina Kudrizkaja     |

### Verfolgung
| Europameisterschaft | Europameisterschaft  | Gold                  | Silber             | Bronze                |
| ------------------- | -------------------- | --------------------- | ------------------ | --------------------- |
| 2004                | Clausthal-Zellerfeld | Ljubow Jermolajewa    | Monika Liedtke     | Jewgenija Michailowa  |
| 2010                | Osrblie              | Irina Leuchina        | Olga Prokopjewa    | Switlana Krikontschuk |
| 2011                | Martell              | Pavla Schorná         | Natalja Solowjowa  | Jori Mørkve           |
| 2012                | Osrblie              | Switlana Krikontschuk | Anastasiya Kuzmina | Olga Prokopjewa       |
| 2013                | Haanja               | Pavla Schorná         | Judith Wagner      | Jelena Jarkowa        |

### Massenstart
| Europameisterschaft | Europameisterschaft | Gold                  | Silber            | Bronze              |
| ------------------- | ------------------- | --------------------- | ----------------- | ------------------- |
| 2005                | Bystrice            | Anna Sotnikowa        | Monika Liedtke    | Tatjana Belkina     |
| 2006                | Cēsis               | Jewgenija Michailowa  | Nadeschda Starik  | Natalja Solowjowa   |
| 2007                | Tyssowez            | Switlana Krikontschuk | Natalja Solowjowa | Ljudmyla Pyssarenko |
| 2008                | Bansko              | Jekaterina Sidorenko  | Nadeschda Starik  | Natalja Solowjowa   |
| 2009                | Nové Město          | Iryna Babezkaja       | Tatjana Belkina   | Olga Burowa         |

## Mixed-Staffel 2 × 3 + 2 × 4 km
| Europameisterschaft | Europameisterschaft  | Gold                                                                                   | Silber                                                                                 | Bronze                                                                     |
| ------------------- | -------------------- | -------------------------------------------------------------------------------------- | -------------------------------------------------------------------------------------- | -------------------------------------------------------------------------- |
| 2004                | Clausthal-Zellerfeld | Russland Oksana Neupokojewa Ljubow Jermolajewa Alexei Tscheparjow Alexei Mironow       | Deutschland Barbara Ertl Monika Liedtke Frank Röttgen Kristian Mehringer               | Slowakei Eva Šebová Bibiana Švejkovská Radovan Cienik Davorín Škvaridlo    |
| 2005                | Bystrice             | Russland Anna Sotnikowa Olga Pachomowa Dmitri Nikiforow Timur Nurmejew                 | Deutschland Stefanie Hildebrand Monika Liedtke Frank Röttgen Roman Böttcher            | Tschechien Pavla Matyášová Klára Moravcová Jaroslav Soukup Michal Šlesingr |
| 2006                | Cēsis                | Russland Jewgenija Michailowa Nadeschda Starik Anatoli Karpow Alexei Kowjasin          | Lettland Madara Līduma Gerda Krūmiņa Gints Rozenbergs Edgars Piksons                   | Tschechien Pavla Matyášová Zdeňka Vejnarová Luboš Schorný Jaroslav Soukup  |
| 2007                | Tyssowez             | Ukraine Switlana Krikontschuk Ljudmyla Pyssarenko Oleh Bereschnyj Oleksandr Bilanenko  | Russland Jewgenija Michailowa Natalja Solowjowa Iwan Bogdanow Alexei Kowjasin          | Tschechien Pavla Matyášová Michaela Balatková Luboš Schorný Pavel Suchánek |
| 2008                | Bansko               | Russland Nadeschda Starik Jekaterina Sidorenko Alexei Katrenko Alexander Katschanowski | Tschechien Barbora Tomešová Pavla Matyášová Petr Balcar Luboš Schorný                  | Rumänien Simona Crăciun Réka Ferencz Alexandru Tișcă Claudiu Suciu         |
| 2009                | Nové Město           | Russland Tatjana Belkina Ljudmilla Solomatina Alexander Katschanowski Alexei Katrenko  | Polen Karolina Pitoń Magdalena Nykiel Tomasz Puda Sebastian Witek                      | Tschechien Barbora Tomešová Zdeňka Vejnarová Luboš Schorný Jaroslav Soukup |
| 2010                | Osrblie              | Russland Irina Leuchina Olga Prokopjewa Maxim Adijew Alexei Katrenko                   | Ukraine Switlana Krikontschuk Tetjana Tratschuk Nasarij Buryk Andrij Bohaj             | Slowakei Jana Gereková Natália Prekopová Miroslav Matiaško Matej Kazár     |
| 2011                | Matell               | Russland Olga Prokopjewa Natalja Solowjowa Alexander Katschanowski Sergei Balandin     | Ukraine Switlana Krikontschuk Ljudmyla Pyssarenko Andrij Bohaj Andrij Wosnjak          | Tschechien Pavla Schorná Eva Puskarčíková Luboš Schorný Václav Bitala      |
| 2012                | Osrblie              | Russland Olga Prokopjewa Irina Kudrizkaja Rustem Dawletschin Rinat Gilasow             | Ukraine Switlana Krikontschuk Tetjana Tratschuk Iwan Morawskyj Andrij Wosnjak          | Slowakei Jana Gereková Terézia Poliaková Miroslav Matiaško Matej Kazár     |
| 2013                | Haanja               | Ukraine Switlana Krikontschuk Tetjana Tratschuk Iwan Morawskyj Ihor Harbus             | Russland Alexandra Walischina Irina Kudrizkaja Alexander Katschanowski Sergei Balandin | Deutschland Judith Wagner Thordis Arnold Tobias Giering Michael Herr       |